# Evangelische Kirche (Königstädten)

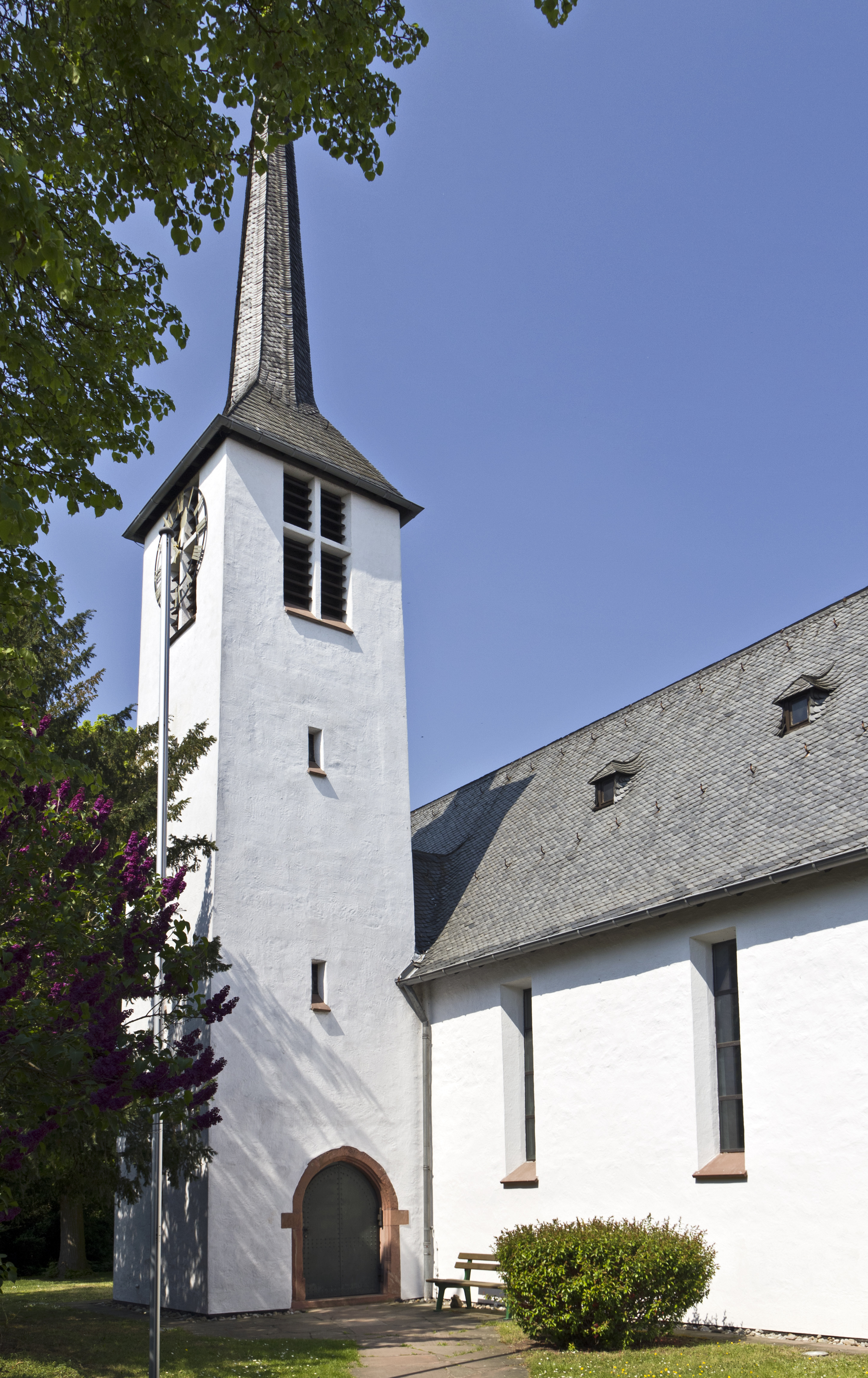
Evangelische Kirche (Königstädten)

Die Evangelische Kirche Königstädten ist ein denkmalgeschütztes Kirchengebäude, das in Königstädten steht, einem Stadtteil von Rüsselsheim am Main im Kreis Groß-Gerau in Hessen. Die Kirchengemeinde gehört zum Dekanat Groß-Gerau-Rüsselsheim in der Propstei Starkenburg der Evangelischen Kirche in Hessen und Nassau.

## Beschreibung
Der Vorgängerbau aus dem 12. Jahrhundert wurde auf den Grundmauern einer Kirche aus der Zeit der Karolinger errichtet. Er wurde 1521 vergrößert, blieb in seiner Gestalt im Wesentlichen bis 1902/1903 bestehen. Damals erfolgten ein Anbau nach der Nordseite und eine Renovierung des Innenraums. 
Nachdem die Kirche bei dem Bombenangriff in der Nacht vom 12. zum 13. August 1944 zerstört worden war, wurde sie 1954/1955 unter Einbeziehung von Teilen der Mauern des Vorgängerbaus wiedererrichtet. Das ehemalige Portal im Westen von 1521 wurde an die Ostseite des heutigen Kirchturms versetzt. Dieser steht seitlich im Süden des mit einem Satteldach mit Dachgauben bedeckten Kirchenschiffs. Das oberste Geschoss des Turms beherbergt die Turmuhr und hinter den Klangarkaden den Glockenstuhl, in dem drei Glocken hängen. Bedeckt ist er mit einem Helm aus einem Pyramidenstumpf, der sich achtseitig spitz fortsetzt. 
Zur Kirchenausstattung, die Hans Buchgschwenter geschaffen hat, gehören das Altarkreuz, die Statuen der vier Evangelisten an der Kanzel und die Heilige Familie am Taufbecken. Die Orgel mit 1430 Pfeifen in 18 Registern auf 2 Manualen und Pedal wurde 1960 von der Werner Bosch Orgelbau errichtet.